# Посланники мира Организации Объединённых Наций
Посланник мира Организации Объединенных Наций (иное название «Посланец мира»)— это специальный почётный титул, присваиваемый Организацией Объединенных Наций «выдающимся личностям, тщательно отобранным в области искусства, музыки, литературы и спорта, которые согласились помочь сосредоточить внимание всего мира на работе Организации Объединенных Наций». Во всем мире нынешние и прошлые посланники мира являются единственными общественными деятелями, которые являются или могут быть юридически и дипломатически известны как «Посол доброй воли Организации Объединенных Наций». В других программах послов доброй воли Организации Объединенных Наций используется название агентства или сокращение или аббревиатура патентной программы, такие как: Посол доброй воли ЮНИСЕФ; Посол доброй воли ЮНЕСКО; Посол доброй воли ВОЗ и другие юридические обозначения, следующие за их именем.
Посланники первоначально выбираются для службы сроком на три года; хотя некоторые из нынешних посланников, служат уже более десяти лет. Идея «Посланники мира ООН» возникла в 1997 году как центральное дополнение к системе послов доброй воли ООН и защитников прав человека, которая действует в различных учреждениях ООН с 1954 года, когда ЮНИСЕФ назначил Дэнни Кея своим первым послом доброй воли.
В то время как послы и адвокаты в основном пропагандируют работу специализированного учреждения или подразделения ООН, которым они были назначены, Посланник мира предназначен для продвижения работы Организации Объединенных Наций в целом и назначается непосредственно Генеральным секретарем Организации Объединенных Наций чаще всего с официальной церемонией.

## Действующие Посланники мира ООН
- Майкл Дуглас — назначен в 1998 году[2]
- Джейн Гудолл — назначена в 2002 году
- Йо Йо Ма — назначен в 2006 году
- Хайя бинт аль-Хусейн — назначена в 2007 году
- Даниель Баренбойм — назначен в 2007
- Пауло Коэльо — назначен в 2007 году
- Мидори Гото — назначена в 2007 году
- Шарлиз Терон — назначена в 2008 году
- Стиви Уандер — назначен в 2009 году
- Эдвард Нортон — назначен в 2010 году
- Лан Лан — назначен в 2013 году
- Леонардо Ди Каприо — назначен в 2014 году
- Скотт Джозеф Келли — назначен в 2016 году
- Малала Юсуфзай — назначена в 2017 году

## Бывшие Посланники мира ООН
- Энрико Масиас — назначен в 1997 году
- Эли Визель — назначен в 1998 году
- Мухаммед Али — назначен в 1998 году
- Анна Катальди[англ.] — назначена в 1998 году
- Лучано Паваротти — назначен в 1998 году
- Виджай Амритрадж — назначен в 2001 году
- Уи́нтон Марса́лис — назначен в 2001 году
- Джордж Клуни — назначен в 2008 году
- Вангари Маатаи — назначена в 2009 году